# Afryka Express
Afryka Express (edycje 1, 2, 5 i 6: Azja Express, edycje 3 i 4: Ameryka Express) – polski program telewizyjny typu reality show oparty na niderlandzko-belgijskim formacie Peking Express oraz emitowany w latach 2016–2018, 2020 i od 2023 na antenie telewizji TVN.
Pierwsze trzy edycje programu prowadziła Agnieszka Woźniak-Starak, a od czwartej do szóstej serii gospodynią formatu była Daria Ładocha, od siódmej serii gospodynią programu jest Izabella Krzan. Producentem wykonawczym jest Grupa TVN, która współpracuje z Eccholine (właścicielem praw do międzynarodowego formatu).

## Zasady programu
W programie bierze udział osiem par, w których skład wchodzą postacie polskiego show-biznesu oraz ich przyjaciele. Uczestnicy wyruszają w podróż za granicę (w pierwszej, drugiej, piątej i szóstej edycji – do Azji, w trzeciej i czwartej – do Ameryki Południowej, a w siódmej – do Afryki). W każdym z państw muszą przebyć wyznaczoną trasę, dysponując budżetem w kwocie jednego dolara na dzień na osobę. Najszybsi otrzymują immunitet chroniący przed eliminacjami. W co drugim odcinku drużyna, która dotarła jako ostatnia do wyznaczonego celu, jest eliminowana z dalszej rywalizacji.
W czwartym odcinku drugiej edycji przegrana para otrzymała informację o tym, że jedna osoba pozostaje w programie i gra w duecie z osobą z pary, która odpada w szóstym odcinku. Nowo utworzoną parą zostali Stanisław Karpiel-Bułecka i Marta Wierzbicka. W trzeciej edycji doszło do analogicznej sytuacji, w wyniku której nową parę stworzyły Magda Steczkowska i Katarzyna Meller.

## Emisja programu
| Edycja | Kontynent | Odcinki    | Pierwsza emisja telewizyjna (TVN) | Pierwsza emisja telewizyjna (TVN) | Pierwsza emisja telewizyjna (TVN) | Pierwsza emisja telewizyjna (TVN) | Pierwsza emisja telewizyjna (TVN) | Źródło       |
| Edycja | Kontynent | Odcinki    | Sezon                             | Początek emisji                   | Finał emisji                      | Pora emisji                       | Średnia oglądalność               | Źródło       |
| ------ | --------- | ---------- | --------------------------------- | --------------------------------- | --------------------------------- | --------------------------------- | --------------------------------- | ------------ |
| 1.     | Azja      | 1–13 (13)  | jesień 2016                       | 7 września 2016                   | 30 listopada 2016                 | środa 21.30                       | 1,62 mln                          | [ 6 ]        |
| 2.     | Azja      | 14–26 (13) | jesień 2017                       | 6 września 2017                   | 29 listopada 2017                 | środa 21.30                       | 1,42 mln                          | [ 7 ]        |
| 3.     | Ameryka   | 27–39 (13) | jesień 2018                       | 5 września 2018                   | 28 listopada 2018                 | środa 21.30                       | 1,53 mln                          | [ 8 ]        |
| 4.     | Ameryka   | 40–52 (13) | wiosna 2020                       | 4 marca 2020                      | 27 maja 2020                      | środa 21.30                       | 1,08 mln                          | [ 9 ]        |
| 5.     | Azja      | 53–65 (13) | wiosna 2023                       | 4 marca 2023                      | 27 maja 2023                      | sobota 20.00                      | 931 tys.                          | [ 10 ]       |
| 6.     | Azja      | 66–77 (12) | jesień 2024                       | 31 sierpnia 2024                  | 16 listopada 2024                 | sobota 19.30                      | 756 tys.                          | [ 12 ]       |
| 7.     | Afryka    | 78–89 (12) | jesień 2025                       | 6 września 2025                   | bd.                               | sobota 19.45                      | bd.                               | [ 3 ] [ 14 ] |

W serwisie Player.pl udostępniano dodatkowe materiały towarzyszące głównym wydaniom programu. Dla kolejnych edycji były to:
1. Azja Express. Więcej,
2. Azja Express: Domówka,
3. Ameryka Express: Domówka,
4. Ameryka Express: La Impreza[15],
5. Azja Express. Po powrocie (jeden odcinek, VOD.pl)[16],
6. Afryka Express Extra[17].

## Trasy pokonywane przez uczestników
| Edycja | Państwa                            |
| ------ | ---------------------------------- |
| 1.     | Wietnam, Laos, Kambodża, Tajlandia |
| 2.     | Sri Lanka, Indie                   |
| 3.     | Ekwador, Peru                      |
| 4.     | Gwatemala, Kolumbia                |
| 5.     | Turcja, Gruzja, Uzbekistan         |
| 6.     | Filipiny, Tajwan                   |
| 7.     | Kenia, Tanzania                    |

## Wyniki rozgrywki

### Pierwsza edycja (2016)
| Miejsce | Uczestnicy                              |
| ------- | --------------------------------------- |
| 1.      | Michał Żurawski i Ludwik Borkowski      |
| 2.      | Agnieszka Włodarczyk i Maria Konarowska |
| 3.      | Izabella Miko i Leszek Stanek           |
| 4.      | Pascal Brodnicki i Paweł Dobrzański     |
| 5.      | Renata Kaczoruk i Weronika Budziło      |
| 6.      | Hanna Lis i Łukasz Jemioł               |
| 7.      | Małgorzata Rozenek i Radosław Majdan    |
| 8.      | Przemysław Saleta i Dariusz Kuźniak     |

### Druga edycja (2017)
| Miejsce | Uczestnicy                                   |
| ------- | -------------------------------------------- |
| 1.      | Antoni Pawlicki i Paweł Ławrynowicz          |
| 2.      | Michał Piróg i Piotr Czaykowski              |
| 3.      | Stanisław Karpiel-Bułecka i Marta Wierzbicka |
| 4.      | Joanna Przetakiewicz i Łukasz Jakóbiak       |
| 5.      | Zuzanna Bijoch i Julia Bijoch                |
| 6.      | Dorota Gardias i Katarzyna Domeracka         |
| 7.      | Oliwia Cabaj i Szymon Chyc-Magdzin           |
| 8.      | Tymon Tymański i Lucas Heller                |

### Trzecia edycja (2018)
| Miejsce | Uczestnicy                           |
| ------- | ------------------------------------ |
| 1.      | Aleksandra Domańska i Dawid Domański |
| 2.      | Pamela Stefanowicz i Mateusz Janusz  |
| 3.      | Maciej Musiałowski i Anna Małysa     |
| 4.      | Tomasz Karolak i Jakub Urbański      |
| 5.      | Filip Chajzer i Zygmunt Chajzer      |
| 6.      | Lara Gessler i Piotr Sałata          |
| 7.      | Magda Steczkowska i Piotr Królik     |
| 8.      | Monika Zagajewska i Katarzyna Meller |

### Czwarta edycja (2020)
| Miejsce | Uczestnicy                                   |
| ------- | -------------------------------------------- |
| 1.      | Karolina Pisarek i Marta Gajewska-Komorowska |
| 2.      | Grzegorz i Rafał Collinsowie                 |
| 3.      | Paweł Deląg i Dariusz Lipka                  |
| 4.      | Małgorzata Heretyk i Ernest Musiał           |
| 5.      | Patrycja Markowska i Żaneta Lubera           |
| 6.      | Marcin Różalski i Bartosz Fabiński           |
| 7.      | Grażyna Wolszczak i Filip Sikora             |
| 8.      | Iwona i Reggie Benjaminowie                  |

### Piąta edycja (2023)
| Miejsce | Uczestnicy                           |
| ------- | ------------------------------------ |
| 1.      | Angelika i Łukasz Trochonowiczowie   |
| 2.      | Paulina Krupińska i Izabela Połeć    |
| 3.      | Reni Jusis i Remigiusz Dorawa        |
| 4.      | Adam i Dariusz Zdrójkowscy           |
| 5.      | Katarzyna i Andrzej Gąsienicowie     |
| 6.      | Wojciech Łozowski i Bartosz Kochanek |
| 7.      | Krystian i Oliwia Pestowie           |
| 8.      | Czesław i Dorota Mozilowie           |

### Szósta edycja (2024)
| Miejsce | Uczestnicy                                |
| ------- | ----------------------------------------- |
| 1.      | Jan Błachowicz i Józef Gąsienica-Gładczan |
| 2.      | Gabi Drzewiecka i Jagna Niedzielska       |
| 3.      | Piotr i Agnieszka Głowaccy                |
| 4.      | Mandaryna i Fabienne Wiśniewska           |
| 5.      | Jacek Jelonek i Oliwer Kubiak             |
| 6.      | Aleksandra Adamska i Ewelina Porczyk      |
| 7.      | Wiktor Dyduła i Anna Chrzanowska          |
| 8.      | Jessica Mercedes i Justin Kirschner       |

### Siódma edycja (2025)
| Miejsce | Uczestnicy                            |
| ------- | ------------------------------------- |
|         | Edyta Zając i Michał Mikołajczak      |
|         | Ewa Gawryluk i Piotr Domaniecki       |
|         | Wiktoria i Mateusz Gąsiewscy          |
|         | Tomasz Iwan i Karolina Woźniak        |
|         | Izu i Antonina Ugonoh                 |
|         | Nikodem Rozbicki i Paweł Kurkowski    |
|         | Katarzyna Niezgoda i Paweł Markiewicz |
|         | Monika Hoffman–Piszora i Iga Hoffman  |

## Odbiór i krytyka
Hanna Frejlak z magazynu „Kontakt” skrytykowała Azję Express jako „narzędzie reprodukujące stereotypy na temat Wschodu, cementujące i naturalizujące tym samym europocentryczny obraz świata i nierówny układ sił – politycznych i symbolicznych”. Frejlak stwierdziła, iż program telewizji TVN „banalizuje problem globalnych nierówności i biedy w krajach rozwijających się, sprowadzając je do egzotycznej ciekawostki, tła dodającego dramaturgii zmaganiom bohaterów”. Karol Kopańko z portalu Spider’s Web ironicznie zauważał, iż w Azji Express „zamiast dowiedzieć się tego, jak żyje się w Azji, widzimy celebrytów, którzy pojechali na żebry”.
Program był nominowany do Telekamer 2017 w kategorii Program rozrywkowy.

## Kontrowersje
W 10. odcinku trzeciej edycji, premierowo wyemitowanym 7 listopada 2018, jedno z zadań wymagało, by uczestnicy – Filip Chajzer, Tomasz Karolak i Jakub Urbański – pocałowali w usta przypadkową osobę płci przeciwnej, czego dokonali bez wyraźnej zgody spotkanych kobiet. Filip Chajzer dodatkowo bez pozwolenia dotknął piersi jednej z nich. Cała sytuacja wywołała kontrowersje w mediach, a uczestnikom zarzucono molestowanie seksualne, w związku z czym do prokuratury wpłynęło zawiadomienie o możliwości popełnienia przestępstwa wystosowane przez Fundację Feminoteka i Fundację przeciwko Kulturze Gwałtu im. Margarete Hodgkinson. Dodatkowo do Krajowej Rady Radiofonii i Telewizji trafiło sześć skarg na wyemitowany odcinek, który pod wpływem krytyki został usunięty z serwisu VOD Player, a produkcja i nadawca programu TVN wystosowali przeprosiny względem widzów.